# Musgraveovo pohoří
Musgraveovo pohoří (anglicky  Musgrave Ranges) je pohoří ve střední Austrálii. Rozkládá se po obou stranách hranice Jižní Austrálie a Severního teritoria a dále se rozšiřuje směrem do Západní Austrálie. Nejvyšší horou je Mount Woodroffe s výškou 1 435 metrů.

## Geografie
Jižně od pohoří leží Velká Viktoriina poušť, západně Gibsonova poušť a na severu MacDonnellovo pohoří. Musgraveovo pohoří má délku 210 kilometrů a mnoho vrcholů, které mají výšku vyšší než 1 100 metrů.

## Geologie a vegetace
Pohoří je tvořeno žulami, rulami a diority. Vegetaci tvoří především houštiny blahovičníků, žlutokapů a různých trav rodu Spinifex.